# Luise Brockhaus
Luise Brockhaus, geb. Wagner (* 14. Dezember 1805 in Leipzig; † 2. Januar 1872 in Dresden), war Schauspielerin und eine Schwester Richard Wagners. Sie wirkte als Salonière in Leipzig.

## Leben
Luise Brockhaus war das fünfte Kind von Carl Friedrich Wilhelm Wagner und Johanna Rosine Wagner.
Luise Brockhaus wurde als Schauspielerin ausgebildet, gab aber mit ihrer Heirat ihre Bühnenlaufbahn früh auf. Sie heiratete 1828 den Leipziger Buchhändler und Verleger Friedrich Brockhaus (1800–1865). In ihrem Haus in der Querstraße Leipzig führte sie einen musikalischen Salon, in dem u. a. Wilhelmine Schröder-Devrient auftrat. Vermutlich nachdem Friedrich Brockhaus zum Ende des Jahres 1849 aufgrund fehlender männlicher Nachkommen aus dem Verlagsgeschäft F.A. Brockhaus ausstieg, zog die Familie nach Dresden. Das Paar besaß ein Gut in Prossen bei Schandau (heute Bad Schandau).
Aus der Ehe mit Friedrich Brockhaus gingen vier Töchter hervor:
- Marianne Luise Brockhaus (* 22. Februar 1829; † 3. Januar 1919) ⚭ Louis von Weltzien (* 1. April 1815; † 16. Oktober 1870)

- Sophie Elisabeth Brockhaus (* 23. Mai 1830; † 13. November 1912) ⚭ Adolf Schumann (* 21. November 1822; † 4. August 1907)

- Clara Brockhaus (* 25. Februar 1833; † 28. März 1899) ⚭ Curt von Kessinger (* 5. April 1828; † 22. November 1914), königlich sächsischer Generalmajor

- Ottilie Brockhaus (* 14. August 1836; † 2. November 1903)

1842 wurde Ottilie von Steyber Erzieherin der Kinder im Hause Brockhaus, sie gründete Ende 1847 ein eigenes Lehr- und Erziehungsinstitut in Leipzig.